# Fabrício de Souza
Fabrício de Souza (Imbituba, 5 juli 1982), ook wel kortweg Fabrício genoemd, is een Braziliaans voetballer.

## Carrière
Fabrício speelde tussen 2001 en 2011 voor Corinthians, Júbilo Iwata en Cruzeiro. Hij tekende in 2012 bij São Paulo.